# Ángel Guirado
Ángel Guirado Aldeguer (Malaga, 9 dicembre 1984) è un ex calciatore spagnolo naturalizzato filippino, di ruolo centrocampista o attaccante.
È fratello minore di Juan Luis Guirado, anch'egli calciatore professionista, di ruolo difensore.

## Biografia
Guirado è nato a Malaga, da padre spagnolo e madre filippina, originaria di Ilagan, Isabela. Inizia a praticare il calcio all'età di sei anni. Ha un fratello maggiore, anch'egli calciatore professionista, Juan Luis Guirado.
È inoltre cugino di Caloy Garcia, allenatore di pallacanestro nella PBA, e dell'attrice e modella Coleen Garcia.

## Carriera
Ha militato a lungo nelle serie minori del calcio spagnolo, con esperienze anche in Filippine, India, Islanda e Gibilterra.
Nel gennaio 2017 sigla un contratto con il Palazzolo, club militante nel campionato regionale siciliano di Eccellenza.

## Statistiche

### Cronologia presenze e reti in nazionale
| Cronologia completa delle presenze e delle reti in nazionale ― Filippine | Cronologia completa delle presenze e delle reti in nazionale ― Filippine | Cronologia completa delle presenze e delle reti in nazionale ― Filippine | Cronologia completa delle presenze e delle reti in nazionale ― Filippine | Cronologia completa delle presenze e delle reti in nazionale ― Filippine | Cronologia completa delle presenze e delle reti in nazionale ― Filippine | Cronologia completa delle presenze e delle reti in nazionale ― Filippine | Cronologia completa delle presenze e delle reti in nazionale ― Filippine |
| Data                                                                     | Città                                                                    | In casa                                                                  | Risultato                                                                | Ospiti                                                                   | Competizione                                                             | Reti                                                                     | Note                                                                     |
| ------------------------------------------------------------------------ | ------------------------------------------------------------------------ | ------------------------------------------------------------------------ | ------------------------------------------------------------------------ | ------------------------------------------------------------------------ | ------------------------------------------------------------------------ | ------------------------------------------------------------------------ | ------------------------------------------------------------------------ |
| 7-6-2021                                                                 | Sharja                                                                   | Cina                                                                     | 2 – 0                                                                    | Filippine                                                                | Qual. Mondiali 2022                                                      | -                                                                        |                                                                          |
| 11-6-2021                                                                | Sharja                                                                   | Filippine                                                                | 3 – 0                                                                    | Guam                                                                     | Qual. Mondiali 2022                                                      | 1                                                                        |                                                                          |
| 15-6-2021                                                                | Sharja                                                                   | Filippine                                                                | 1 – 1                                                                    | Maldive                                                                  | Qual. Mondiali 2022                                                      | 1                                                                        |                                                                          |
| 8-12-2021                                                                | Kallang                                                                  | Filippine                                                                | 1 – 2                                                                    | Singapore                                                                | AFF Suzuki Cup 2020                                                      | -                                                                        | 69’                                                                      |
| 11-12-2021                                                               | Kallang                                                                  | Timor Est                                                                | 0 – 7                                                                    | Filippine                                                                | AFF Suzuki Cup 2020                                                      | 1                                                                        | 71’                                                                      |
| 14-12-2021                                                               | Kallang                                                                  | Filippine                                                                | 1 – 2                                                                    | Thailandia                                                               | AFF Suzuki Cup 2020                                                      | -                                                                        | 66’                                                                      |
| 18-12-2021                                                               | Yangon                                                                   | Birmania                                                                 | 2 – 3                                                                    | Filippine                                                                | AFF Suzuki Cup 2020                                                      | -                                                                        | 75’                                                                      |
| Totale                                                                   |                                                                          | Presenze                                                                 | 7                                                                        |                                                                          | Reti                                                                     | 3                                                                        |                                                                          |